# Chino (film, 1973)
Pour plus de détails, voir Fiche technique et Distribution.
Chino ou en italien Valdez, il mezzosangue, est un western de scénario américain et de coproduction hispano-italo-française, tourné en Espagne et réalisé par l'américain John Sturges puis l'italien Duilio Coletti, sorti en Italie, le 14 septembre 1973. Le scénario du film est directement adapté du roman publié en 1967 intitulé Les chevaux Valdez, signé par la romancière américaine Lee Hoffman.

## Synopsis
Chino Valdez, un éleveur de chevaux solitaire, est rejeté par la communauté à cause de ses origines. Mais la rencontre de Catherine la demi-sœur du propriétaire de ses terres va bouleverser sa vie.

## Production
Au cours de son élaboration, ce long-métrage connaît plusieurs titres provisoires. Dans la presse spécialisée cinéma, un article daté du 2 juin 1969 fait d'abord référence à « The Valdez Horses » (les chevaux de Valdez) puis, le 26 septembre 1972, la même revue précise que le film est intitulé « Chino's Horses » (les chevaux de Chino) et enfin, le 15 novembre 1972, la presse rend public le titre « Wild Horses » (Chevaux sauvages).
Le 27 mars 1969, un article de presse annonce que le producteur américain Bruce Cohn Curtis a acheté les droits cinématographiques du roman Les chevaux Valdez signé par la romancière américaine Lee Hoffman, datant de l'année 1967. Le producteur sollicite la société américaine National General Pictures (Fox Film) pour amorcer son financement et le 2 juin 1969, la presse précise que le scénariste américain Stewart Stern est embauché pour en écrire l'adaptation cinématographique.
Toutefois, un article d'actualité daté du 29 août 1972 annonce en fait, que Curtis a vendu les droits de son livre Les Chevaux Valdez au producteur italien Dino De Laurentiis, dans le cadre d'un contrat selon lequel Curtis piloterait la production. Charles Bronson est déjà choisi pour tenir le rôle principal. Initialement américaine, la production devient italo-hispano-française bien que la filiale française d'Universal Pictures participe à son financement.
Selon la revue Variety du 25 octobre 1972, le tournage commence le 17 octobre 1972 à Almeria, en Espagne. Plus de 150 chevaux sauvages sont réunis pour la production, par deux cowboys venus des États-Unis. La production comprend huit semaines de tournages. John Sturges fait partie de la production à la place de Curtis, Clair Huffaker reprend le rôle de scénariste de Stern.

## Fiche technique
- Titre français : Chino[2]
- Titre original : Valdez, il mezzosangue
- Réalisation : John Sturges, Duilio Coletti[2]
- Scénario : Clair Huffaker d'après le roman The Valdez horses de Lee Hoffman
- Musique : Guido et Maurizio de Angelis
- Direction de la photographie : Armando Nannuzzi
- Montage : Vanio Amici et Luis Álvarez
- Costumes : Osanna Guardini
- Production : John Sturges
- Sociétés de production : Produzioni De Laurentiis, Coral Producciones Cinematograficas, Universal Pictures France, Intercontinental Releasing Corporation
- Pays de production :  Italie,  Espagne,  France
- Durée : 95 minutes
- Genre : western spaghetti[3]
- Dates de sortie :
  - Italie : 14 septembre 1973
  - France : 16 janvier 1974[2]
  - Espagne : 12 août 1974
  - États-Unis : 1977

## Distribution
- Charles Bronson (VF : Claude Bertrand) : Chino Valdez
- Jill Ireland (VF : Jocelyne Darche) : Catherine
- Marcel Bozzuffi (VF : Lui-même) : Maral
- Vincent Van Patten (VF : Linette Lemercier) : Jamie Wagner
- Fausto Tozzi : Cruz
- Ettore Manni : le shérif
- Corrado Gaipa : le padre
- Melissa Chimenti : l'indienne

## Autour du film
On note que pour la version francophone du film, l'acteur Marcel Bozzuffi joue aux côtés de Charles Bronson alors que le comédien français est habitué à doubler en français la voix de l'acteur américain à la même époque dans certains de ses films comme notamment Les Douze Salopards ou encore La Bataille de San Sebastian. De ce fait, Bronson est doublé ici par un autre comédien français, Claude Bertrand, lequel incarne à l'écran sa voix française habituelle à cette époque.
Au cours de la pré-production, le rôle de Maral est proposé à Lino Ventura qui le décline, car il estime que le synopsis n'est pas suffisamment développé à la même période, l'acteur accepte deux rôles pour le même producteur italien Dino De Laurentiis, l'un en 1972 pour le film policier Cosa Nostra et l'autre en 1974, pour le film d'action Les Durs.
Il s'agit du dernier western tourné par John Sturges. Pendant le tournage, le cinéaste américain est souffrant, ce qui le contraint d'abandonner la réalisation du film à Duilio Coletti.